# کاران‌باش (شهرستان داولکانوفسکی، باشقیرستان)
کاران‌باش (انگلیسی: Karanbash, Davlekanovsky District, Republic of Bashkortostan) یک شهرک در شهرستان داولکانوفسکی در استان باشقیرستان کشور روسیه است.